# Microloxia therapaena
Microloxia therapaena là một loài bướm đêm trong họ Geometridae.